# Polygastrophora alexandriae
Polygastrophora alexandriae is een rondwormensoort uit de familie van de Enchelidiidae. De wetenschappelijke naam van de soort is voor het eerst geldig gepubliceerd in 1943 door Schuurmans Stekhoven.